# João (mestre dos soldados da Ilíria)
João (em latim: Ioannes) foi um oficial bizantino do século VI, ativo durante o reinado do imperador Anastácio I (r. 491–518). Foi recipiente de uma lei não datada do imperador enquanto exercia a função de mestre dos soldados da Ilíria. Suas origens são incertas, sendo possível identificá-lo com o parente homônimo de Anastácio.